# ツイード川

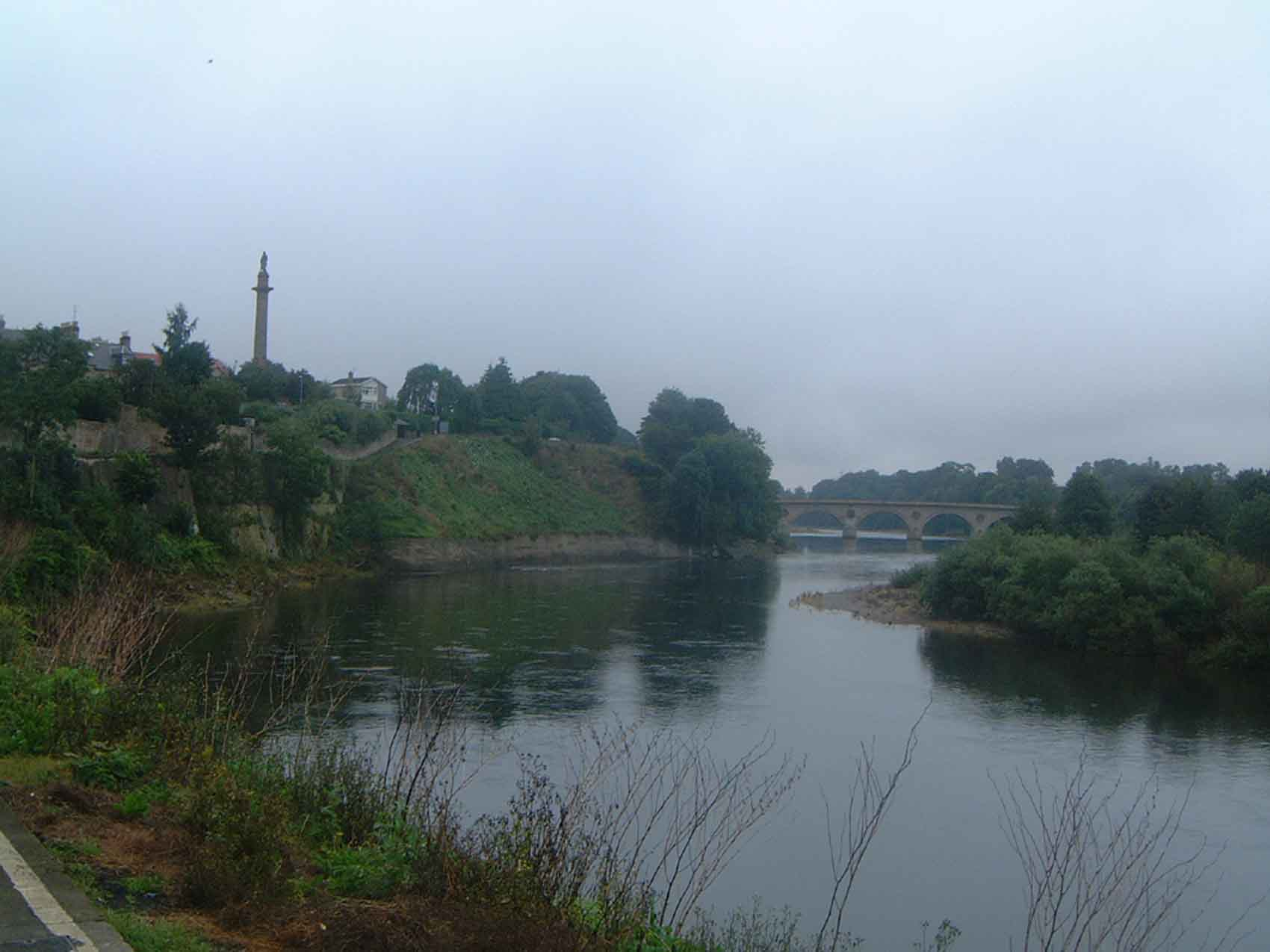
コールドストリームでのツイード川

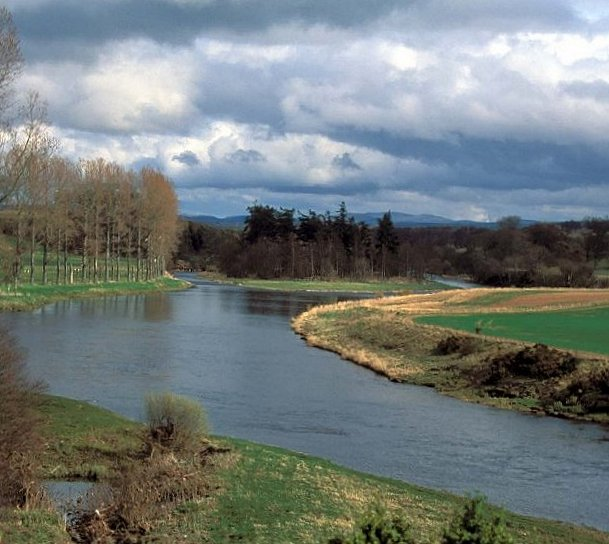
セント・ボスウェルズ近郊のツイード川

ツイード川 （ツイードがわ、英語：The River Tweed 、スコットランド・ゲール語：Uisge Thuaidh ）は、イングランドとスコットランドの境界線からスコティッシュ・ボーダーズを流れる第一の川である。全長156キロメートル。流域のほとんどが、スコティッシュ・ボーダーズの中である。日本語表記ではトゥイード川とも呼ばれる。クライド近郊のツイーズ・ウェルで、ツイーズミュア川として発生する。最低地点はバーウィック＝アポン＝ツイード近郊27キロメートルの地点である。ツイード川は、多くのサケが遡上する。毛織物のツイードの語源となった川でもある。
流域にある町は、ピーブルズ、ガラシールズ、メルローズ、ケルソー、コールドストリーム、バーウィック＝アポン＝ツイードなどで、最後には北海へ到達する。河畔には、ノラム城などがある。
ツイード川には以下の支流が合流する。
- Whiteadder Water
  - Blackadder Water
- River Till
- Eden Water
- River Teviot
- Leader Water
- Gala Water
- Ettrick Water
- Leithen Water
- Quair Water
- Eddleston Water
- Manor Water
- Lyne Water
- Holms Water